# Golf-Drouot
Pour les articles homonymes, voir Drouot (homonymie).
Le Golf-Drouot a été la première discothèque rock de Paris, d'où son surnom de « Temple du rock ».

## Histoire
L'escalier d'accès au Golf-Drouot se situait au 2 rue Drouot, dans le 9e arrondissement de Paris, au-dessus du Café d'Angleterre, au coin de la rue Drouot et du boulevard Montmartre. Dans ce club, de 1957 à 1981, se produisent plus de 6 000 groupes amateurs et la plupart des artistes débutants du rock des années 1960-70 (français et étrangers), ainsi que des milliers d'inconnus qui ont tenté leur chance sur la petite scène le vendredi soir devant un public averti.

### Les origines
À l'origine, en 1955, il s'agit d'un salon de thé original du fait de l'existence d'un minigolf intérieur à neuf trous mais sans popularité. Henri Leproux, engagé tout d'abord comme barman, puis chanteur de charme, y installe un juke-box en 1957 pour attirer un public jeune et passionné de musique américaine. À la fin des années 1950, les futurs Johnny Hallyday, Eddy Mitchell (qui travaille alors dans le quartier comme coursier au Crédit lyonnais du boulevard des Italiens), chanteur du groupe Les Cinq Rocks (futur Les Chaussettes noires), Les Tritons avec Jacques Dutronc à la guitare solo, Long Chris, Dany Logan notamment, comptent parmi les premiers à s'y produire. Le Golf-Drouot devient une discothèque en 1961.
Dès le début 1962, Henri Leproux a l'idée d'y inviter des jeunes musiciens et chanteurs amateurs à se produire sur scène et de récompenser les plus méritants. Le Golf-Drouot acquiert sa célébrité grâce à son tremplin du vendredi soir. Il s'agit d'un concours de musique ouvert à tous : quatre ou cinq groupes se succèdent et disposent chacun d'environ une demi-heure pour interpréter quelques chansons et conquérir le public. Le groupe arrivé en tête après un vote a droit à une nouvelle participation et peut aussi gagner une séance d'enregistrement en studio. C'est ainsi un moyen de découverte et de promotion de nouveaux talents qui a fonctionné depuis l'époque du rock 'n' roll. Vince Taylor, Les Chats sauvages avec Dick Rivers et Mike Shannon, Les Pirates, Les Vautours, Triangle, Magma, Martin Circus, Les Blues Convention, Ange, jusqu'à la new wave (Dogs, Little Bob, etc.) se sont produits dans cette salle.

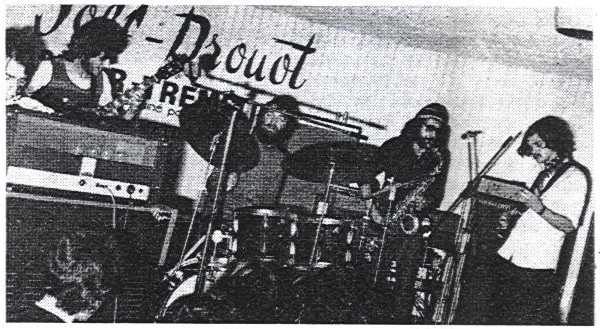
Le groupe Lard Free au Golf-Drouot en 1971.

De 1965 à 1970, des groupes anglais comme Free, les Who, David Bowie se produisent sur la scène du Golf-Drouot. Le Golf-Drouot reçoit également la visite des Rolling Stones bien qu'ils n'aient ni joué ni chanté, s'étant déplacés pour une séance de photos.
Les clients du Golf-Drouot viennent non seulement pour écouter des groupes, mais aussi pour danser sur des disques de rock et de rythm'n'blues. Le premier DJ rock à Paris est « Larsen », aussi connu sous le nom de « l'Arsène » (Dominique Guillochon de son vrai nom). Il se produit au Golf de 1965 à 1968 et il passe un peu de tout : de Gene Vincent à Otis Redding en passant par Pink Floyd et les Beatles. Le DJ du Golf-Drouot est aussi chargé de la sonorisation pour les groupes qui se produisent sur scène.

### La fermeture
Après un ultime concert, le Golf-Drouot ferme ses portes le 22 novembre 1981,. À la suite du changement d'affectation des locaux et de la rénovation de l'immeuble du 2 rue Drouot, le Golf-Drouot n'existe plus et le Café d'Angleterre est devenu un restaurant rapide.

## Les hommages
Le 24 février 2014, Bertrand Delanoë, alors maire de Paris, inaugure une plaque commémorative en souvenir du Golf-Drouot, à l'endroit même où était situé l'accès à la mythique discothèque. Henri Leproux meurt quelques mois plus tard, le 12 juin,.

## Dans la culture populaire
Johnny Hallyday cite le Golf-Drouot dans un couplet de Oui mon cher, chanson enregistrée en 1961 ; il l'évoque encore en 1983 avec le titre Mes seize ans et en 1984 avec le titre Les années monos.
Joe Dassin, en 1973, évoque le Golf-Drouot dans sa chanson Les Plus Belles Années de ma vie.
En 1981 (année de la fermeture du Golf, malgré les protestations et soutiens), Dick Rivers lui consacre une chanson, Laissez-nous le Golf-Drouot.
Sheila évoque le Golf-Drouot dans sa chanson Comme aujourd’hui sortie en single en 1987.
Philippe Timsit, la même année, relate avec nostalgie l'ambiance des débuts du Golf-Drouot, dans la chanson Henri Porte des lilas.